# St. Jakobus der Ältere (Etzelskirchen)

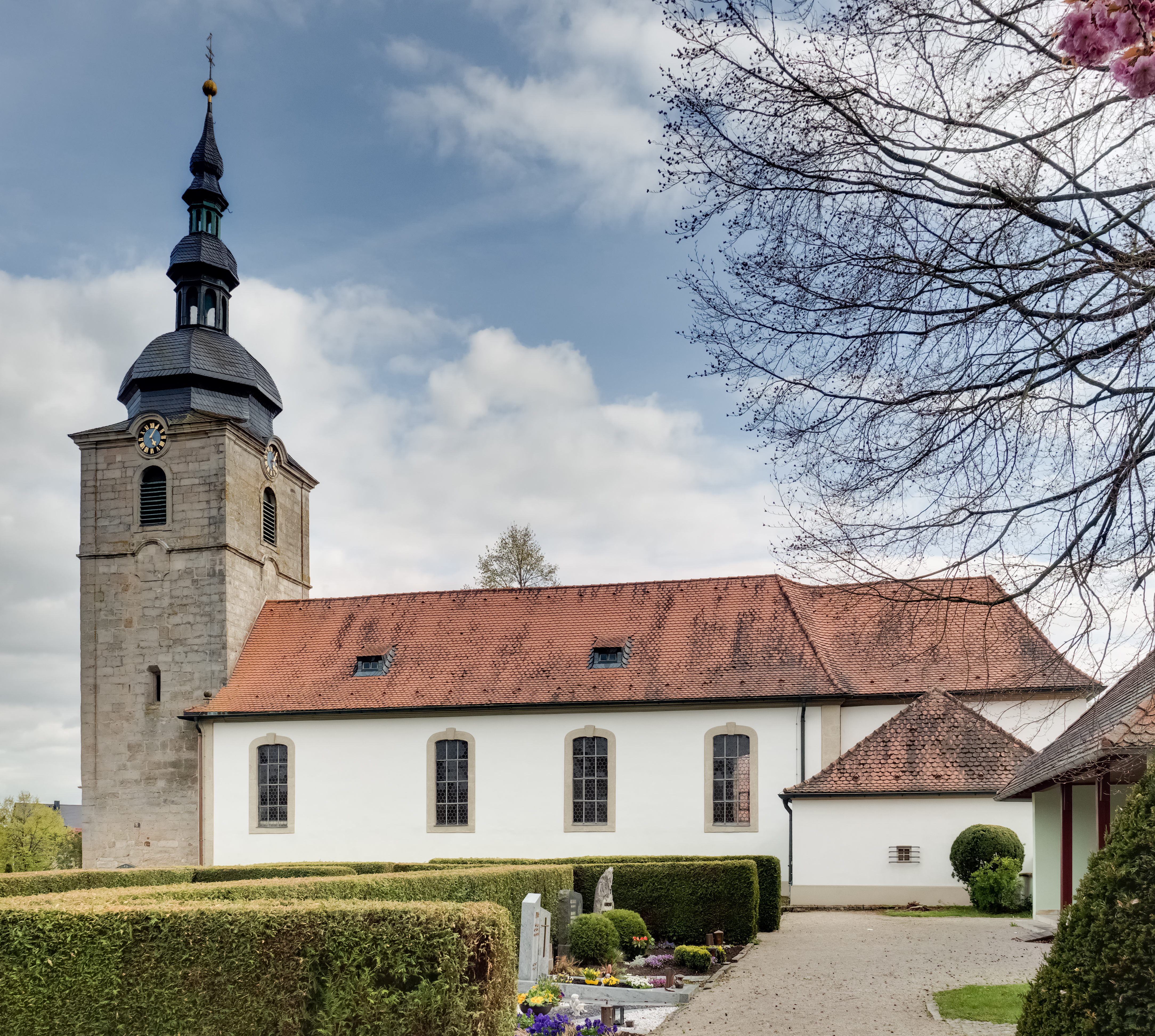
St. Jakobus der Ältere (Etzelskirchen)

Die römisch-katholische Kirche St. Jakobus der Ältere ist die denkmalgeschütztes Pfarrkirche in Etzelskirchen, einem Gemeindeteil der Stadt Höchstadt an der Aisch im Landkreis Erlangen-Höchstadt (Mittelfranken, Bayern). Das Bauwerk ist unter der Denkmalnummer D-5-72-135-96 als Baudenkmal in der Bayerischen Denkmalliste eingetragen. Die Kirchengemeinde gehört zum Seelsorgebereich Höchstadt im Dekanat Forchheim des Erzbistums Bamberg.

## Beschreibung

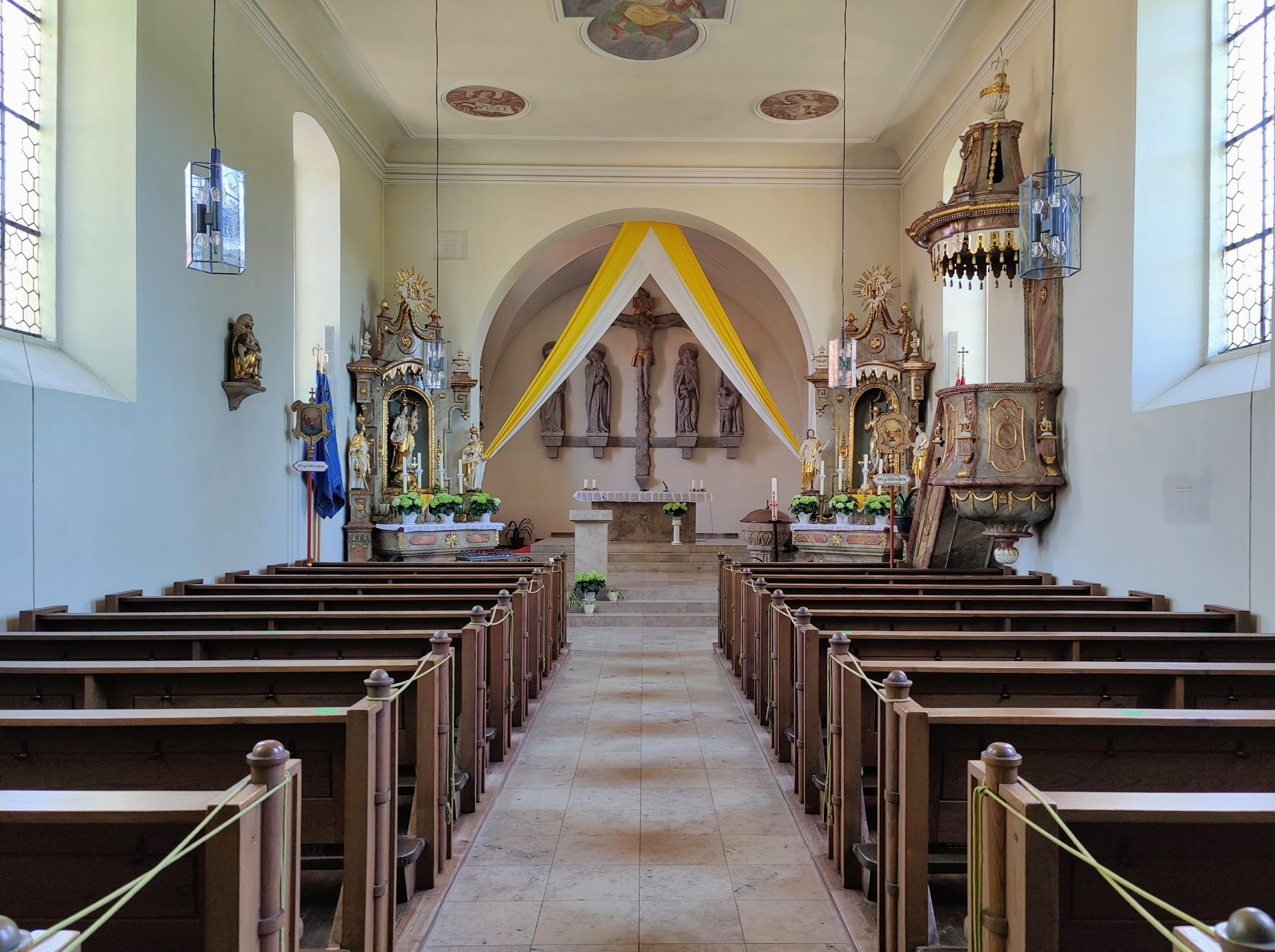
Innenraum (2021)

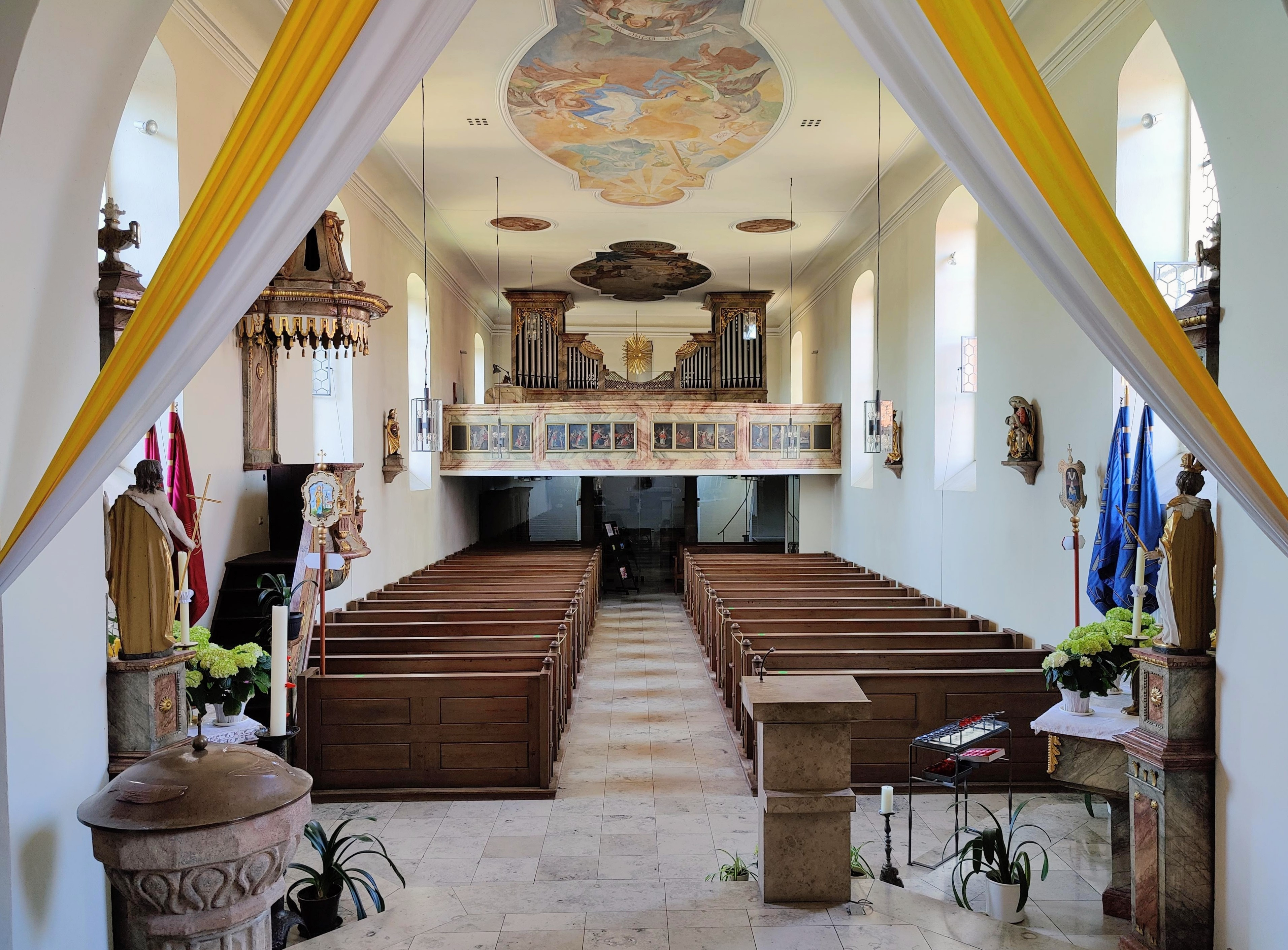
Blick zur Orgel

Die unteren Geschosse des Chorturms sind romanischen Ursprungs. Das Langhaus wurde 1566 neu gebaut und 1605 erweitert. 1764 wurde der Chorturm um ein Geschoss aufgestockt, das die Turmuhr und den Glockenstuhl beherbergt, und mit einer mehrfach gestuften Haube bedeckt. 1766 wurde das Langhaus durch Anfügung eines eingezogenen Chors im Westen umorientiert. Die Sakristei wurde 1932/33 an die Nordwand des Chors angebaut.
Der Innenraum des Langhauses ist mit einer Flachdecke überspannt; der ehemalige Chor im Chorturm, in dem sich ein um 1400 errichtetes Sakramentshaus befindet, ist mit einem Kreuzgratgewölbe bedeckt. Die Orgel von vermutlich 1869 verfügt über 15 Register auf zwei Manualen und Pedal.
Im Turm hängt ein vierstimmiges Glockengeläut:
| Glocke | Name                            | Gießer                    | Gussjahr | Gewicht  | Durchmesser | Schlagton |
| ------ | ------------------------------- | ------------------------- | -------- | -------- | ----------- | --------- |
| 1      | Hl. Maria, Königin des Friedens | Rudolf Perner, Passau     | 1985     | 1208 kg0 | 1203 mm0    | e′-4      |
| 2      | Hl. Maria                       | Hans Zeitlos, Schweinfurt | 1504     | 700 kg   | 990 mm      | g′-2      |
| 3      | Hl. Jakobus der Ältere          | Rudolf Perner, Passau     | 1961     | 488 kg   | 900 mm      | a′-4      |
| 4      | Hl. Michael                     | Rudolf Perner, Passau     | 1961     | 270 kg   | 793 mm      | c″+1      |